# 유광 (노안왕)
노안왕 유광(魯安王 劉光, ? ~ 기원전 89년)은 중국 전한의 황족·제후왕으로, 노왕이다. 전한 경제의 손자며 노공왕 유여의 아들이다.

## 생애
아버지가 원광 6년(기원전 129년)에 죽어 노왕 자리를 계승했고, 노안왕 40년(기원전 89년)에 죽어 아들 노효왕 유경기가 계승했다. 젊어서는 음악과 수레 타기를 좋아했으나, 이미 사기 집필 당시부터 '만년에는 인색해져 재물이 부족할 것만을 염려한다'고 평가를 받았다. 원봉 5년 곧 노안왕 23년(기원전 106년), 태산에 입조했다.

## 가계
- 노공왕 유여
  - 노안왕 유광
    - 노효왕 유경기
    - 난기경후 유임조
    - 용구대후 유방산
    - 양성경후 유문덕

난기경후 이하는 시원 5년(기원전 82년) 6월 신축일에 봉해졌다.